# Ramona Galarza
Ramona Modesta Onetto Galarza (Corrientes, 15 de junio de 1940 - Buenos Aires, 22 de septiembre de 2020), fue una cantante argentina de chamamé y música litoraleña y ocasional actriz de cine. Ampliamente considerada como una de las voces más destacadas de su generación y como una de las artistas más famosas de Corrientes, Ramona Galarza grabó más de treinta álbumes originales y participó en nueve películas. Difundió e hizo populares varias canciones incorporadas al cancionero popular de la música litoraleña, como «Merceditas», «Pescador y guitarrero», «La vestido celeste», «Virgencita de Caacupé», y su versión en guaraní de «Kilómetro 11», entre otras.

## Biografía
Ramona Galarza nació en la ciudad de Corrientes, capital de la provincia homónima. Su padre tenía un pequeño boliche ―tal como era en el ámbito rioplatense y aledaños, modesto comercio y bar donde se despachan bebidas y algunos comestibles― a la vera del río Paraná. Ella comenzó a cantar en la escuela y luego integró el coro de la provincia, bajo la dirección de Naón Solís.
Sus comienzos como artista corresponden a 1958, a los 18 años, al participar en la película Alto Paraná, dirigida por Catrano Catrani y protagonizada por Ubaldo Martínez, donde actúa como actriz de reparto. Su primera actuación como cantante la realizó en 1960 en Radio Splendid de Buenos Aires, grabando también para el sello Odeón sus primeros simples, como «Galopera» y «La vestido celeste» que se convirtieron en éxitos inmediatos. Ramona Galarza fue una de las estrellas destacadas de lo que ha dado en llamarse el «boom del folclore», en un momento de grandes transformaciones sociales y migraciones del campo a la ciudad y del interior a la capital.

Yo llegué en un momento en que el folclore era un boom y me aceptaron. Todo era folclore y justo llegué yo con el chamamé y me fue muy bien, gracias a Dios... Yo sólo soy un granito de arena que llegué en el momento justo, pero antes que yo estuvieron quienes ya nombré... Montiel, Sosa Cordero, Tarragó Ros, Cocomarola, Vera Lucero... toda esa gente es la que hizo todo. Yo tuve suerte de llegar justo en ese momento.
Ramona Galarza (2003)

Desde ese momento Ramona Galarza se convertiría en la cantante emblemática por excelencia de la música litoraleña y en las siguientes dos décadas grabaría más de 20 álbumes —Litoraleña, Noches correntinas, Alma guaraní, Al Paraguay con amor, Pescador y guitarrero, etc.— y participaría en otras ocho películas —Ya tiene comisario el pueblo, Argentinísima, El canto cuenta su historia, Mire que es lindo mi país, etc.—.
Ramona Galarza alcanzó también un importante éxito internacional, sobre todo en Paraguay y Estados Unidos; en este último país realizó una recordada presentación en el Carnegie Hall.
En 1993 presentó junto a Teresa Parodi el espectáculo Correntinas, del cual surgieron dos álbumes con ese título, lanzados en 1993 y 1995.
En 1985 y 1995 recibió un Diploma al Mérito de los Premios Konex como una de las cinco mejores cantantes femeninas de folclore de la última década en Argentina.
Su última presentación pública fue el 22 de enero de 2020, en el marco de la sexta luna de la 30.a edición de la Fiesta Nacional del Chamamé. En la ocasión, se vivió una jornada única, ya que en el escenario confluyeron tres mujeres emblemáticas del género, con las presencias junto a Ramona de Teresa Parodi y María Ofelia. La ocasión fue también aprovechada por la vicegobernación de la provincia de Corrientes, que a su vez y en el marco del Día Nacional del Músico Argentino, la homenajeó junto a otras mujeres referentes del género con la entrega de la distinción «General José de San Martín».

### Fallecimiento
Ramona Galarza falleció el  22 de septiembre de 2020. Se encontraba internada en el Hospital Pirovano de la ciudad de Buenos Aires, al cual había ingresado tras sufrir un paro cardiorrespiratorio en su domicilio en la capital Argentina. Tenía 80 años.

## Obra

### Álbumes solista
1. Litoraleña (1960), Odeón LDI-402
2. Misionerita (1961), Odeón LDI-449
3. La novia del Paraná (1961), Odeón LDI-460
4. Brisa suave (1962), Odeón LDI-493
5. Alma guaraní (1962), Odeón LDI-521
6. Ramona Galarza (1963), Odeón DMO-55470
7. Río manso (1963), Odeón LDI-550
8. La voz del litoral (1964), Odeón LDI-228
9. Los grandes sucesos de Ramona Galarza y su conjunto (1966), Odeón CM 4002
10. Cancionero guarani (1966), Odeón LDB-75
11. La voz inimitable (1966), Odeón LDB-109
12. Noches correntinas (1967), Odeón LDB-123
13. Correntina (1968), Odeón LDB-156
14. Lunita de Taragüí (1968), Odeón CM 4064
15. La vestido celeste (1968), Odeón DMO-55520
16. Canción del adiós (1969), Odeón LDB-189
17. Kilómetro 11 (1969), Odeón CM 4085
18. Memorias De Una Vieja Canción (1970), Odeón LDB-1022
19. Le canta al Paraguay (1970), Odeón CM 4105
20. Para que no me olvides (1971), Odeón SLDB-1054
21. Mi provincia guarani, EMI 4342
22. Al Paraguay con amor, EMI 6373
23. Los mayores éxitos de Ramona Galarza, EMI 6635
24. Homenaje a Agustín Lara (1971), EMI 6829
25. Mi tierra litoral (1972), EMI- Odeón S911
26. Al amor de mi vida (1972), EMI- Odeón 51021
27. Retrato (1972), EMI- Odeón 53017
28. Pescador y guitarrero (1974), EMI 6567
29. Autentica (1974), EMI 6632
30. Ah, mi Corrientes porá (1974), EMI 6952
31. Grandes del Litoral, junto a Tarrago Ros (1976), EMI 6274
32. Te damos gracias señor (1976), EMI 6316
33. La máxima del litoral (1980), EMI 6136
34. Chamamé (1986), CBS 80530
35. Grandes Éxitos, EMI 6494
36. Ramona Galarza canta a: Alberico Mansilla (compilación de sus primeras grabaciones publicado en 1986), EMI 6758

### Álbumes con otros artistas
1. Carnaval correntino, con Coco Díaz, 1968
2. Los Grandes del litoral Vol 1, con Tarrago Ros, 1976
3. Los grandes del Litoral Vol. 2, con Los Reyes del Chamamé
4. Correntinas, con Teresa Parodi, 1993
5. Correntinas II, con Teresa Parodi, 1995

## Películas
- Mire que es lindo mi país (1981).
- El canto cuenta su historia (1976).
- Argentinísima II (1973).
- Argentinísima (1972).
- Ya tiene comisario el pueblo (1967)
- Cosquín, amor y folklore (1965)
- Viaje de una noche de verano (1965)
- Buenas noches, Buenos Aires (1964)
- Alto Paraná (1958)